# Vitibuckturm
Der Vitibuckturm ist ein 37 Meter hoher Aussichtsturm in Holzkonstruktion auf dem Vitibuck, dem Hausberg von Tiengen.

## Lage
Der Gipfel des Vitibuck (458 Meter) befindet sich rund 120 Meter über der Stadt Tiengen. Der Weg zu Gipfel mit dem Turm führt an der ehemaligen Badischen Bauernschule vorbei.

## Geschichte
Der erste Turm wurde 1936 mit einer Höhe von 20 Meter gebaut. Ende August 1975 brannte er ab. Die Ursache konnte nie ermittelt werden. 
Der Neubau durch den heimischen Architekten Willi Jockers wurde im September 1979 eingeweiht. Man errichtete einen 37 Meter hohen Turm mit 131 Stufen in einer interessanten Holzkonstruktion mit überdachter Aussichtsplattform auf 25 Metern. Diese ermöglicht nun den Rundblick über die höchsten Baumwipfel hinweg bei klarer Sicht über die Küssaburg bis zur Alpenkette. Dies war mit dem alten Turm nicht mehr möglich, da die Bäume die Sicht verdeckten. 

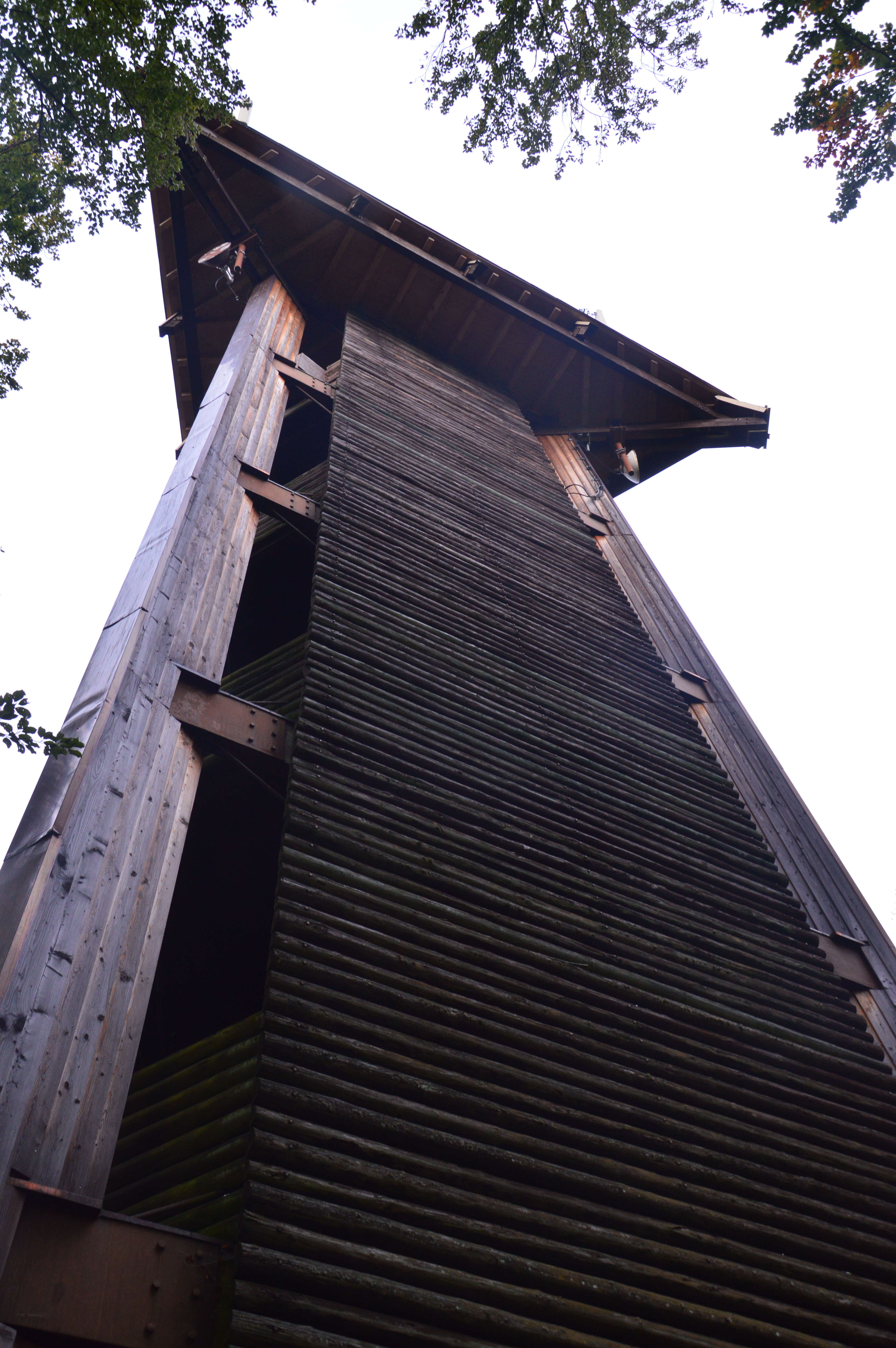
Seitenansicht

2017 und 2018 wurde der Turm umfangreich renoviert. Die Aussichtsplattform wurde komplett neugestaltet; dadurch hat der Turm eine Stufe mehr bekommen.

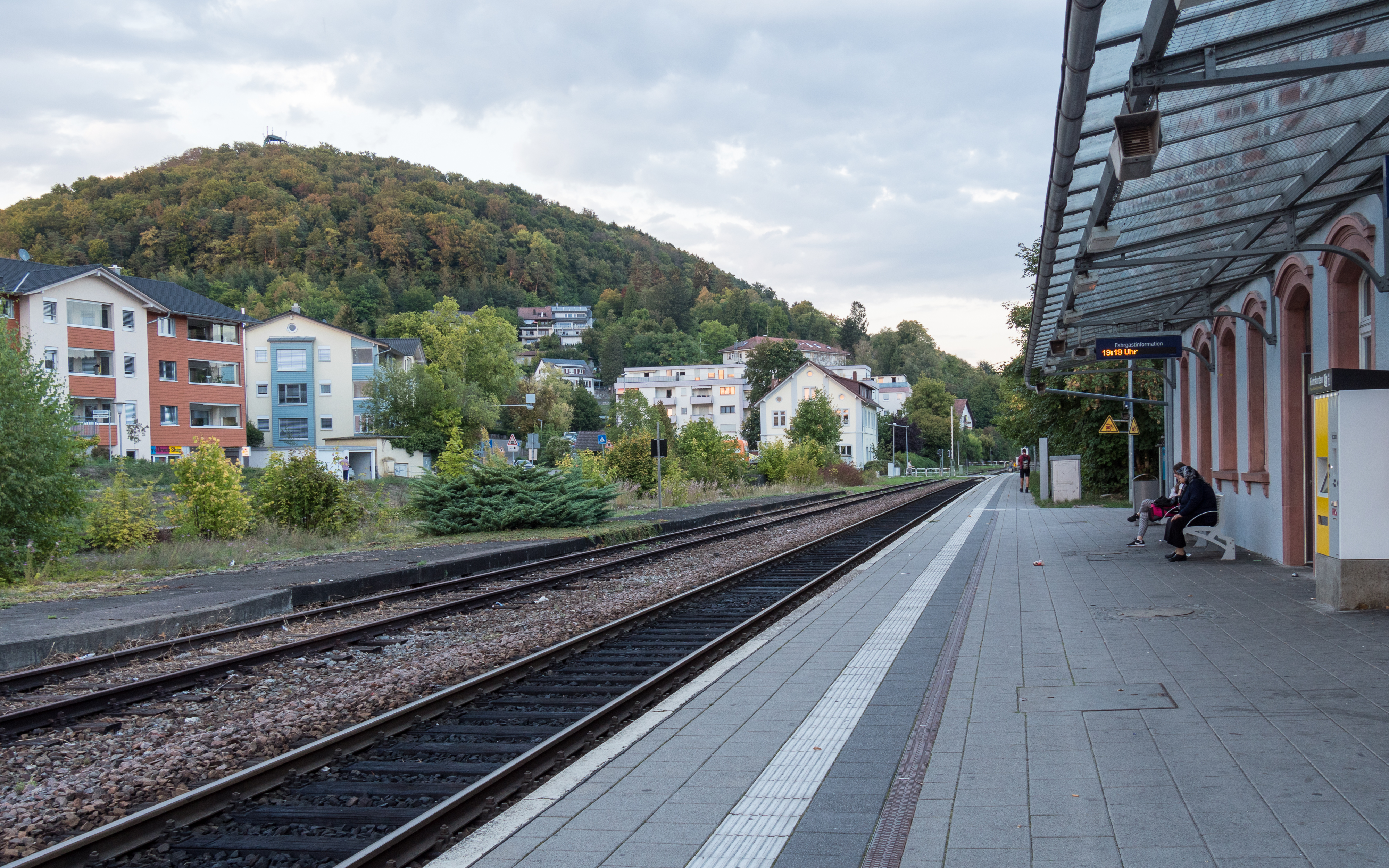
Blick vom Bahnhof Tiengen auf den Vitibuck und den Vitibuckturm